# Vouge (arme)
Pour les articles homonymes, voir Vouge.

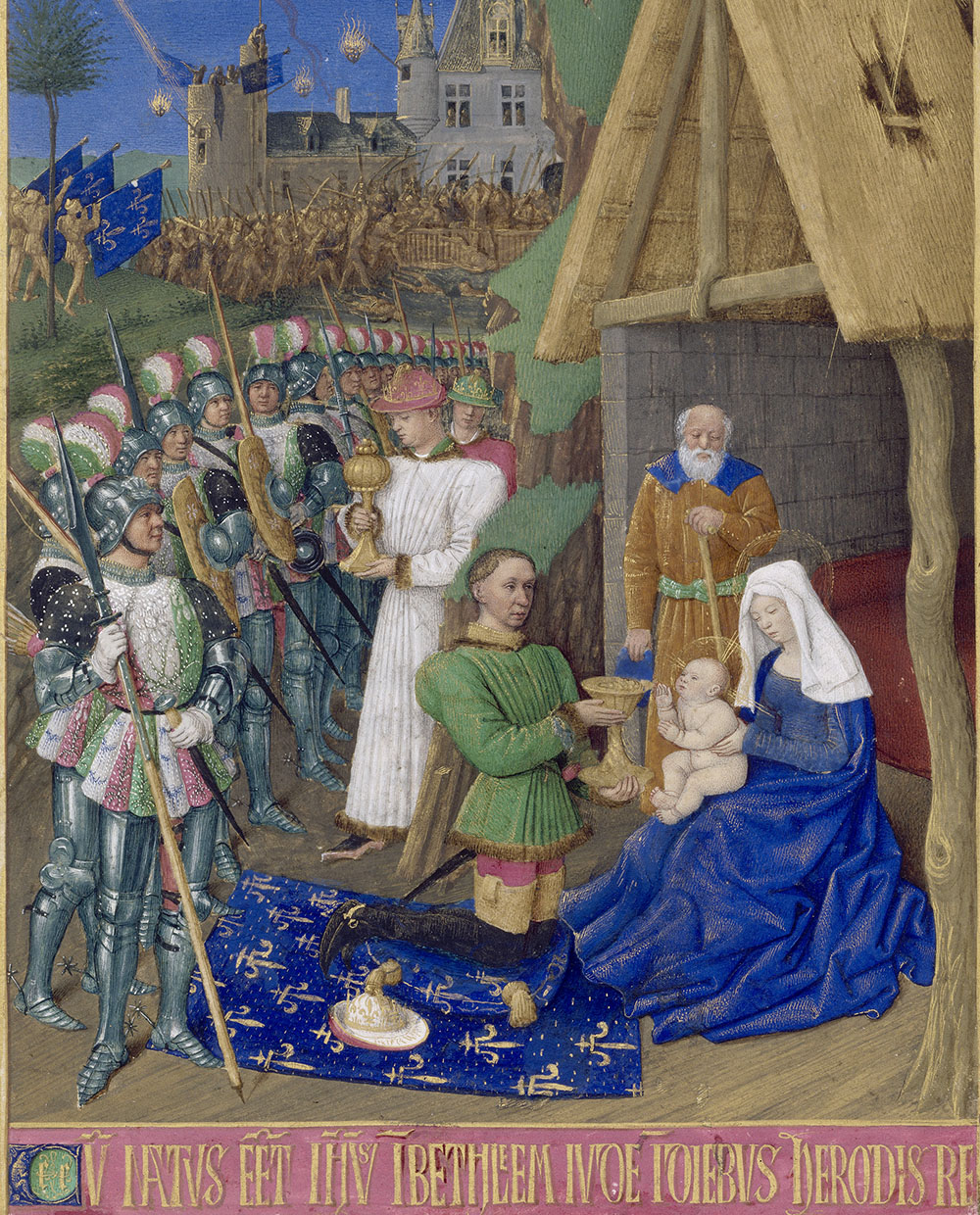
L'adoration des mages, tiré du Livre d'heures d'Étienne Chevalier (1455). Le personnage à gauche porte la vouge.

La vouge, (aussi orthographié voulge ou wouge) ou couteau de brèche, est une arme d'hast de l'époque médiévale, principalement dans la France du XVe siècle.
Cette arme est utilisée par des fantassins, appelés Vougiers (ou Voulgiers). Elle a notamment été utilisée par les Franc-Archers.

## Description

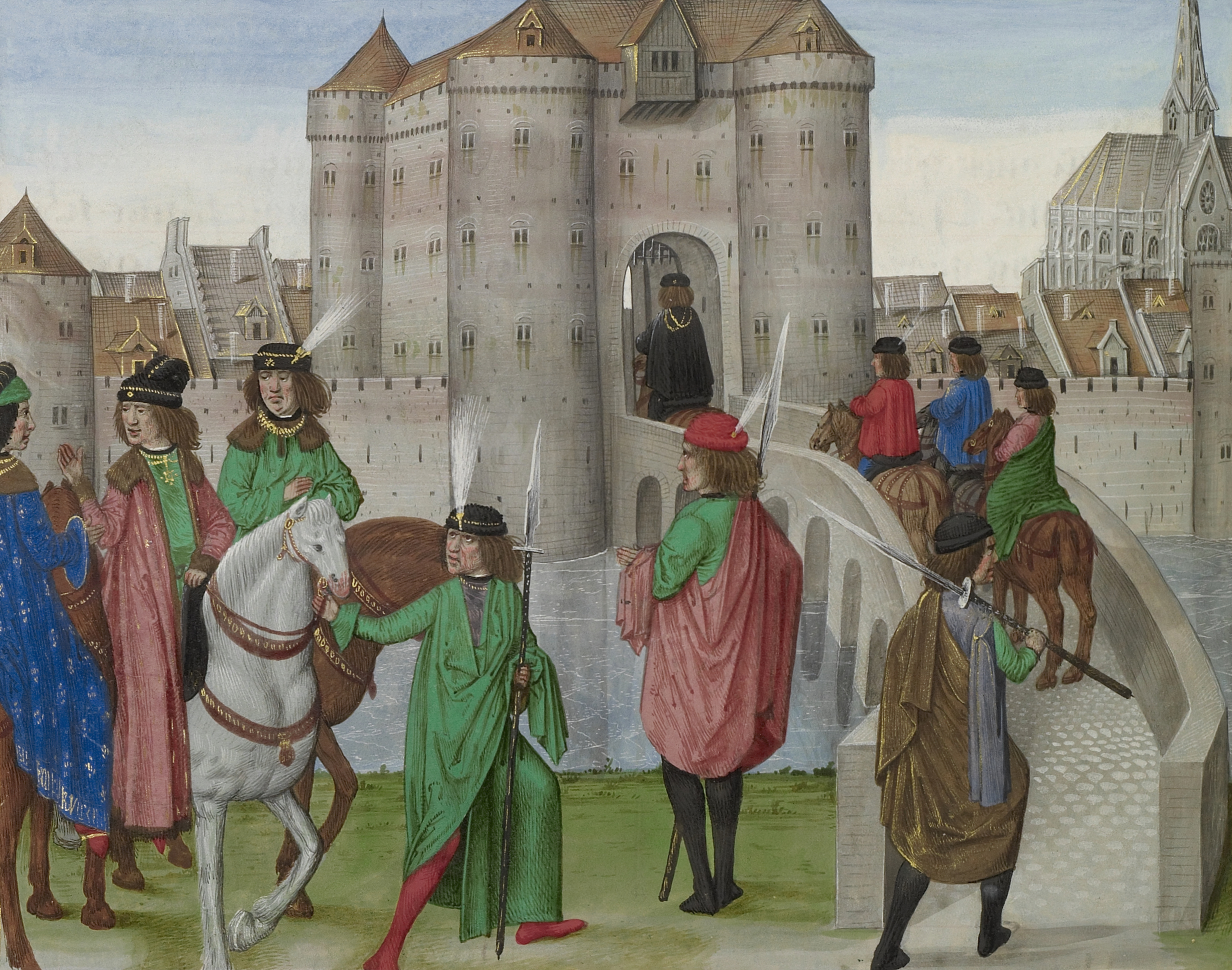
Chroniques de Froissart, XVe siècle. Les personnages à pied portent la vouge.

La vouge est constituée d'une lame fine à un tranchant (bien que certains modèles pouvaient avoir un second tranchant sur le dos de la lame), montée avec une douille à sa base sur une hampe d'environ un mètre et demi à deux mètres. Il lui est parfois ajouté des languettes à la manière des haches d'armes, ou encore une rondelle pour protéger les mains.
La vouge était très populaire en France médiévale et se retrouve dans plusieurs miniatures de manuscrits d'époque, notamment les Chroniques de Froissart ou les Chroniques d'Angleterre.
Cette arme se retrouve notamment dans plusieurs sources littéraires d'époque :
- Il les chassa, et si n'avoit pas cent chevaux en tout. Il ne se retourna qu'un homme à pied, qui luy donna d'un vouge parmi l'estomach, et au soir s'en vit l'enseigne. (Philippe de Commynes, Mémoire des faits du feu roy Louis onziesme, Livre Premier Ch. 4.)
- Si se assemblèrent tous ceux de la maison du roy et vont tous courir après ce poovre chat, dedans une grant salle avec dagues, espées, couteaux, piques, demy piques, javelines, halebardes, vouges, angons et plusieurs autres sortes de bastons, lesquels lançoint tous après le chat ; Nicolas de Troyes Grand Parangon des Nouvelles nouvelles, p. 41, Mabille.
- Mondit seigneur feist faire en l'annee passee 200 vouges dont la pluspart est exillee et delivree et semble a la tres noble correction de mondit seigneur que, actendu que Anglois et Lombars les demandent et requierent fort et aussi que ce sont bastons pour assault, [...] (État provisionnel des dépenses de l'artillerie, 13 novembre 1474, dans Depreter, M. (2011) L'artillerie de Charles le Hardi, duc de Bourgogne (1467 - 1477). Reflets des réformes d'un prince.)Création des Franc-Archers. À noter les personnages en premier plans portant la vouge. (Vigiles du roi Charles VII, 1484)

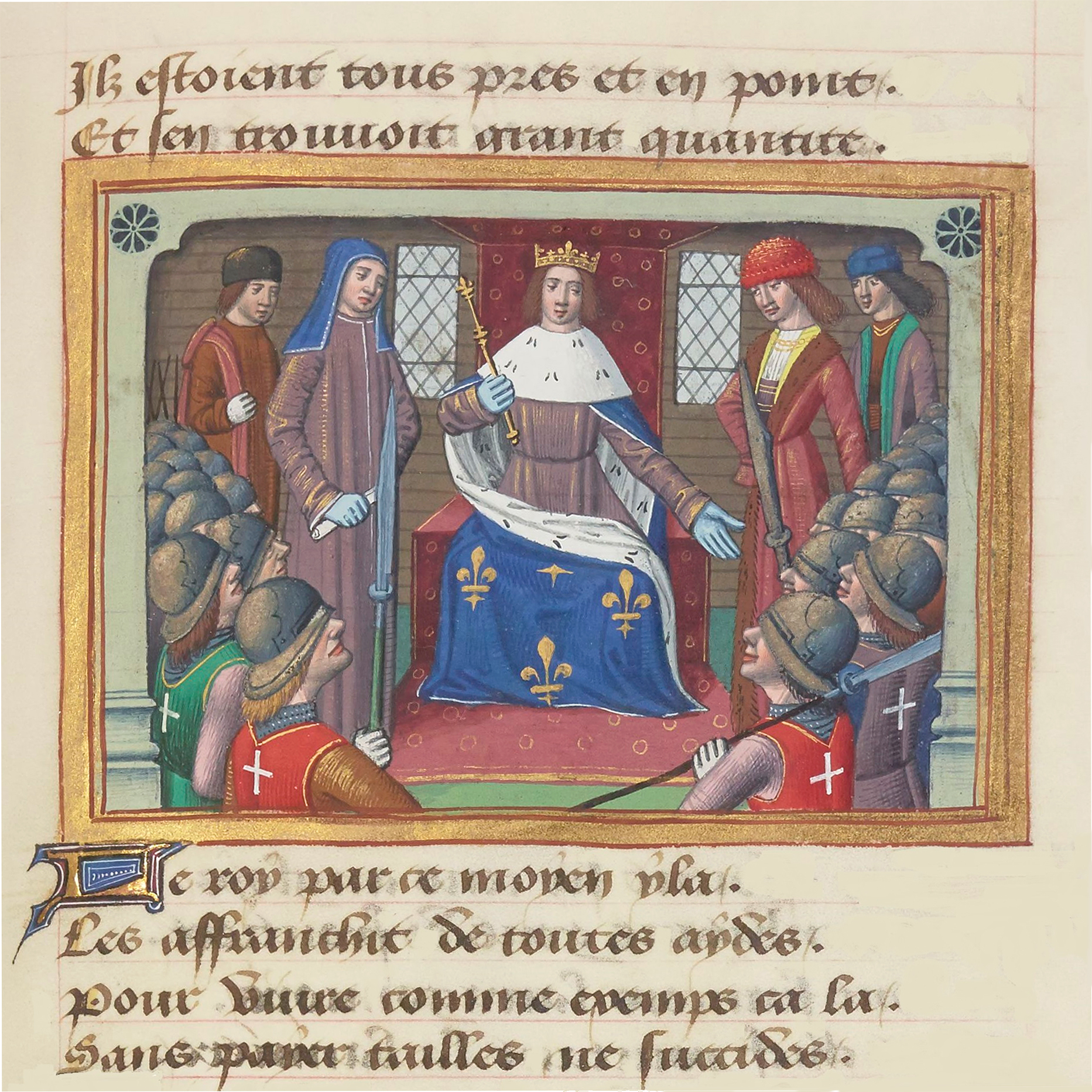
Création des Franc-Archers. À noter les personnages en premier plans portant la vouge. (Vigiles du roi Charles VII, 1484)

## Confusion entre la vouge et la hallebarde
Une fréquente erreur de nos jours est de donner le nom de Vouge à l'arme qui deviendra plus tard la Hallebarde et décrite comme étant une sorte de hache avec pointe et reliée à la hampe avec l'aide de deux anneaux à l'arrière de la lame. Cependant, cette arme tire ses origines d'Allemagne et de Suisse et n'est plus tant utilisée à l'époque où le terme de vouge devient populaire, l'arme ayant évolué vers des formes plus modernes de la hallebarde. De fait, les iconographies franco-bourguignonnes ne font pas état de ces armes, indiquant que le terme était associé à l'arme décrite dans cet article
Cette confusion semble tirer ses origines au XIXe siècle avec les travaux de Eugène Viollet-le-Duc, qui représente la hallebarde en lui donnant le nom de vouge, ce qui est erroné.